# Montes de Luna
Montes de Luna es una localidad del municipio de Villa de Mazo, en la isla de La Palma. Es el barrio situado más al sur del municipio, limitando con el municipio de Fuencaliente y al norte con el barrio de Tigalate. 

## Demografía
| 2000 | 2001 | 2002 | 2003 | 2004 | 2005 | 2006 | 2007 | 2008 | 2009 | 2010 |
| ---- | ---- | ---- | ---- | ---- | ---- | ---- | ---- | ---- | ---- | ---- |
| 437  | 431  | 425  | 428  | 438  | 423  | 406  | 391  | 390  | 389  | 385  |